# Garance (teinture)
Pour les articles homonymes, voir Garance.

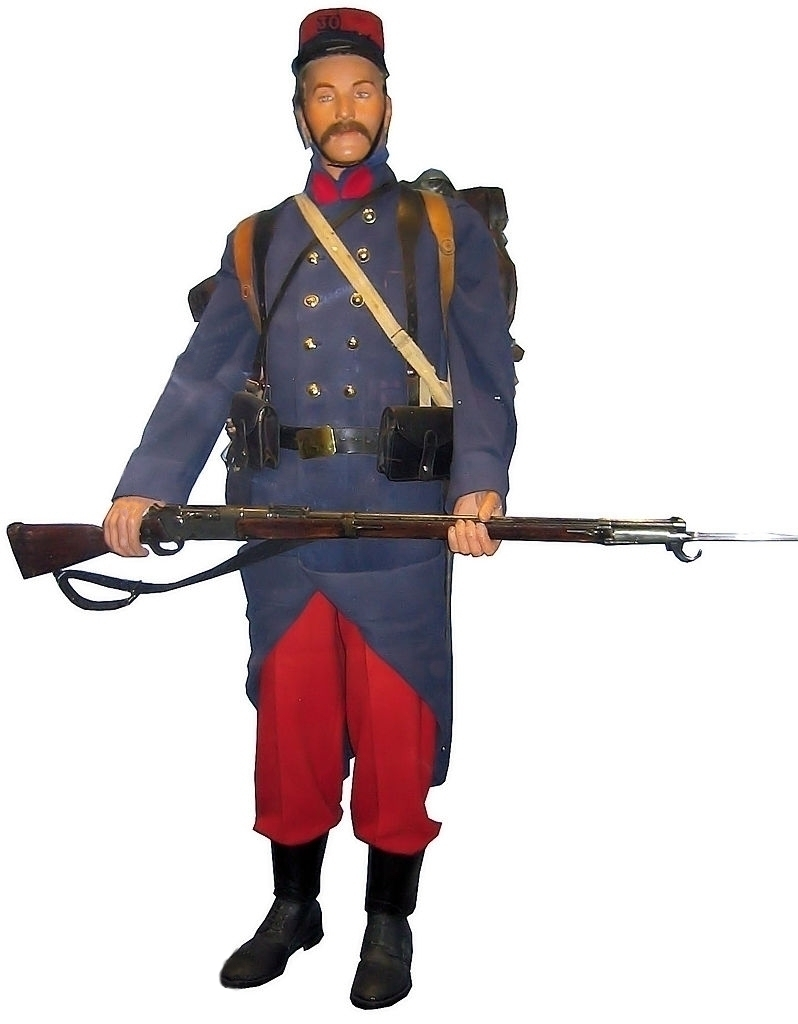
L'infanterie métropolitaine française a porté du rouge garance de 1829 à la Première Guerre mondiale : turban (partie cylindrique) du képi, collets, pantalon.

La couleur garance est celle d'une teinture rouge, extraite de la garance des teinturiers, une plante de la famille des rubiacées. « La nuance des laques de garance naturelle, c'est-à-dire non calcinée, varie depuis le rose pâle jusqu'au rouge-sang intense ; les unes sont plus pourprées que les autres, suivant le mode de fabrication et la qualité des racines de garance employées. » L'alizarine, principale substance colorante de la plante, a été synthétisée industriellement à la fin du XIXe siècle. Produite en quantité, elle a fait fortement chuter les coûts et conduit à la disparition de la culture de la plante en France.
C'était la teinture des pantalons et képis d'uniformes de l'infanterie métropolitaine de l'armée française jusqu'au début de la Première Guerre mondiale. C'est surtout cette couleur, remplacée en 1914 par un bleu gris pâle moins visible, qu'on associe en France au mot garance.
Les manteaux rouges des simples soldats de l'armée britannique ont été teints à la garance du XVIIe siècle à 1873 ; les gradés avaient des tenues écarlates, plus vives, teintes à la cochenille, bien plus coûteuse.

## Composition

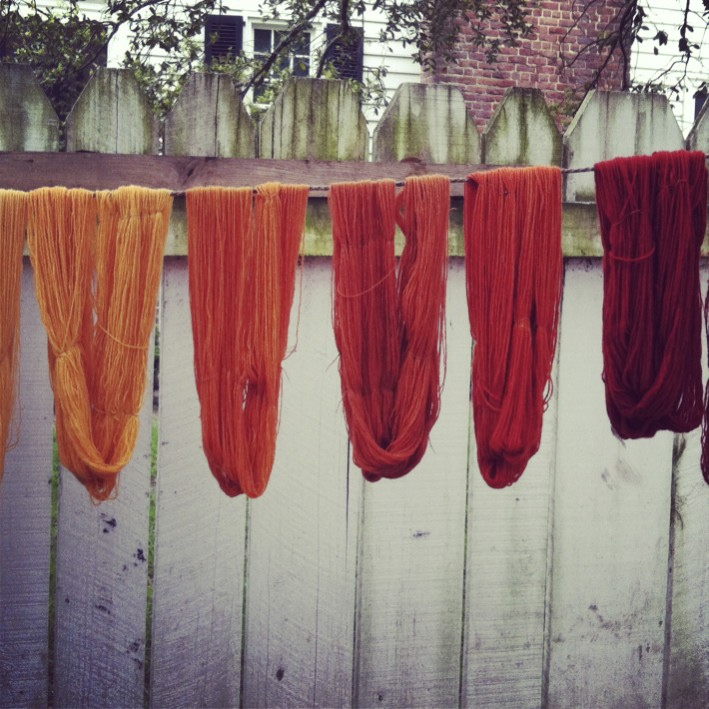
Fils teints à la garance naturelle.

La laque de garance véritable (Colour Index NR9), est un pigment rouge carmin transparent très prisé à l'huile comme à l'aquarelle, obtenu à partir des racines de la garance (Rubia tinctorium), cultivée en Europe depuis le XIIIe siècle. On en trouve dans la Vierge à l'enfant avec Saint Pierre et Saint Paul de Dirk Bouts en 1460.
Après avoir séché les racines de la Rubia tinctorium, on les broie au moulin pour obtenir une pâte ou une poudre appelée « garancine », qu'on transforme en pigment-laque par mordançage.
En 1752, Francis Dixon inventa en Irlande un épaississant qui rend possible l'impression avec une encre rouge de garance. Cette couleur fut utilisée comme couleur primaire pour la quadrichromie mise au point en 1725 par Jacob Christoph Le Blon.

## Nuances
Comme tous les produits naturels, la teinture de garance n'a pas une composition constante. Outre l'alizarine, la racine de garance contient, en proportions variables, de la purpurine et une quantité d'autres matières colorantes. L'intensité de la teinte varie, et certaines cultures donnent des tons plus orangés, tandis que d'autres donnent des teintures tirant sur le carmin. Le procédé utilisé pour le mordançage à l'alun et une lessive basique, tirée le plus souvent des cendres de bois, affecte aussi la teinte (PRV2).
Au XIXe siècle, Michel-Eugène Chevreul a entrepris de comparer les couleurs entre elles et à celles du spectre lumineux repéré par rapport aux raies de Fraunhofer. Il indique : « La couleur écarlate, la plus ordinaire, appartient au 3 rouge, et en étant le ton, on la définira 3 rouge 10. […] La couleur garance, la plus ordinaire de l'uniforme des troupes françaises, appartenant au 3 rouge, 11 ton, terni par 3÷10 de noir, on la définira […] 3 rouge 3÷10 11 ton. Il existe au ministère de la Guerre des draps garance 23 ains, présentant le 13 ton du 3 rouge, et des draps à 19 ains, présentant le 13 ton du 3 rouge inclinant au 4. » On peut calculer des équivalents approximatifs pour ces évaluations : 3 rouge 11 ton 3÷10, 3 rouge 13 ton 3÷10. La garance étant, à l'époque de Chevreul, une des teintures principales, elle apparaît d'innombrables fois dans des passages concernant les assemblages et comparaisons de couleurs.

## Histoire

### Teinture
Des recherches menées sur des perles en coquillage suggèrent que l'utilisation de rubiacées pour obtenir une teinture rouge remonterait à la Préhistoire, et plus précisément à la culture natoufienne, en faisant ainsi l'un des plus anciens pigments de l'humanité. Connue des Grecs et des Romains dans l'Antiquité, la garance tire son nom français de sa couleur. Varantia signifiant rouge vrai ou vraie couleur a donné garance. Au XIIe siècle, on vendait à la foire de Saint-Denis, près de Paris, des racines de garance et des tissus teints avec elle. Au XIIe siècle, ces tissus, étaient vendus jusqu'en Italie sous le nom des villes d'origine, comme écarlate de Caen et d'Ypres en Flandre. Vers le milieu du XVIe siècle, les Flamands et les Hollandais devinrent les seuls producteurs, jusqu'à l'introduction de la plante dans plusieurs autres pays d'Europe, en Alsace et en Avignon au XVIIIe siècle, tandis que la teinture d'Orient acquérait la plus grande réputation. La racine de garance brute se vendait sous le nom d'alizari.
En 1823, Kuhlmann isola le produit colorant dans la racine de la plante ; en 1835, Robiquet et Colin obtinrent ce produit à partir de la teinture et le nommèrent alizarine ; en 1868 Graebe et Liebermann en réussirent la synthèse. L'alizarine est répertoriée au Colour Index sous le numéro PR83. La production industrielle de l'alizarine provoqua l'effondrement de la culture de la garance(PRV2, p. 342). « En 1872, les planteurs français produisent encore 23 000 tonnes de garance, soit plus de la moitié de la production mondiale. En 1878, ils en produisent à peine 500 tonnes, alors que la production d'alizarine de synthèse équivaut déjà à 30 000 tonnes de garance ».
La laque d'alizarine est la version synthétique de la laque de garance. Même réputée peu permanente, elle figure encore au catalogue des marchands de couleurs pour artistes. Des substituts (imitations) sont produits à partir de pigments de synthèse (PR171, PR177, PR179, PR187, PR264), plus solides, et dénommés variablement laque de garance (rose, foncé, cramoisie), rouge/rose de garance, alizarine cramoisie/cramoisi d'alizarine ou encore garance d'alizarine. On trouve ainsi des Laque de garance rose dorée et Garance brune.

### Pantalon garance
Les usages de la guerre ont longtemps voulu que l'uniforme soit beau pour que le soldat se sente à son avantage et de couleurs vives pour qu'il se distingue de son ennemi sur le champ de bataille où la fumée de la poudre noire rendait la reconnaissance des uniformes difficile. Les régiments, puis les armées nationales, ont adopté une couleur spécifique : drap blanchi à la craie pour la France, bleu pour l'Allemagne, rouge pour la Grande-Bretagne. Après la Révolution française, l'uniforme d'infanterie français devient bleu, mais les approvisionnements en teinture d'indigo restent trop tributaires de l'étranger, notamment de l'Angleterre.
Le 20 juillet 1829, une ordonnance de Charles X remplace le pantalon bleu roi — teinture à la guède de Provence ou à l'indigo colonial — par le pantalon garance. Le roi de France impose cette couleur pour relancer la culture de la garance. Le turban du képi et les collets de la veste sont également rouge garance.
La visibilité du soldat devient un problème après que Paul Vieille a inventé, en 1884, la poudre sans fumée. Au début du XXe siècle, les armées des pays européens abandonnent les couleurs vives pour des nuances qui se fondent dans le paysage : « le kaki pour les soldats britanniques (couleur portée par l'armée des Indes dès le milieu du XIXe siècle), le gris-vert pour les soldats allemands, italiens et russes, le gris-bleu pour les soldats austro-hongrois ». L'état-major français ne parvient à imposer un changement de couleur que pour l'infanterie coloniale. À la Chambre des députés, l'ancien ministre de la Guerre Eugène Étienne déclare en 1911 : « Éliminer le pantalon rouge ? Jamais ! Le pantalon rouge, c'est la France. » Pierre Miquel écrit que « le drap d'armée teint en bleu et en garance alimentait les puissantes industries textiles du midi ». Au début de la Première Guerre mondiale, en 1915, après les pertes considérables dans les actions offensives de l'armée, l'uniforme d'infanterie devient d'un bleu-gris qui sera vite appelé bleu horizon.
Ironie du sort, c'est l'industrie chimique allemande qui fabrique la teinture rouge garance de l'uniforme d'infanterie français. La production de l'alizarine par synthèse a entraîné la ruine des producteurs français. L'attachement de l'opinion pour le pantalon garance, et le peu d'efficacité rhétorique des questions techniques expliquent que les autorités et la  presse ne préciseront jamais qu'un symbole du patriotisme se pare des couleurs des usines allemandes Badische Anilin und Soda Fabrik,.